# Спас Вседержитель
Спас Вседержитель, Пантократор (грец. παντοκράτωρ — всевладний, всесильний, всемогутній) — центральний образ в іконографії Христа, який представляє його як Небесного Царя і Суддю. Вседержителем Господь багаторазово іменується в Старому і Новому Завіті. Спаситель може зображуватися в повний зріст, сидячи на троні, по пояс або погруддя. У лівій руці сувій або Євангеліє, права зазвичай в благословляючому жесті.
Епітет «Вседержитель», написаний поряд з ім'ям Ісуса Христа, висловлює, крім іншого, догмат Боговтілення: титул Вседержителя відноситься повною мірою і до Божественної, і до людської природи Спасителя.

## Галерея

Спас Вседержитель у світовому іконописі
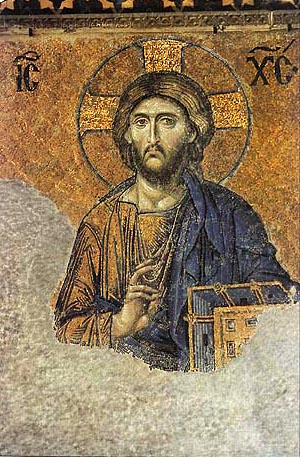
Деісусний чин XII ст., Софійський собор (Константинополь), південна галерея
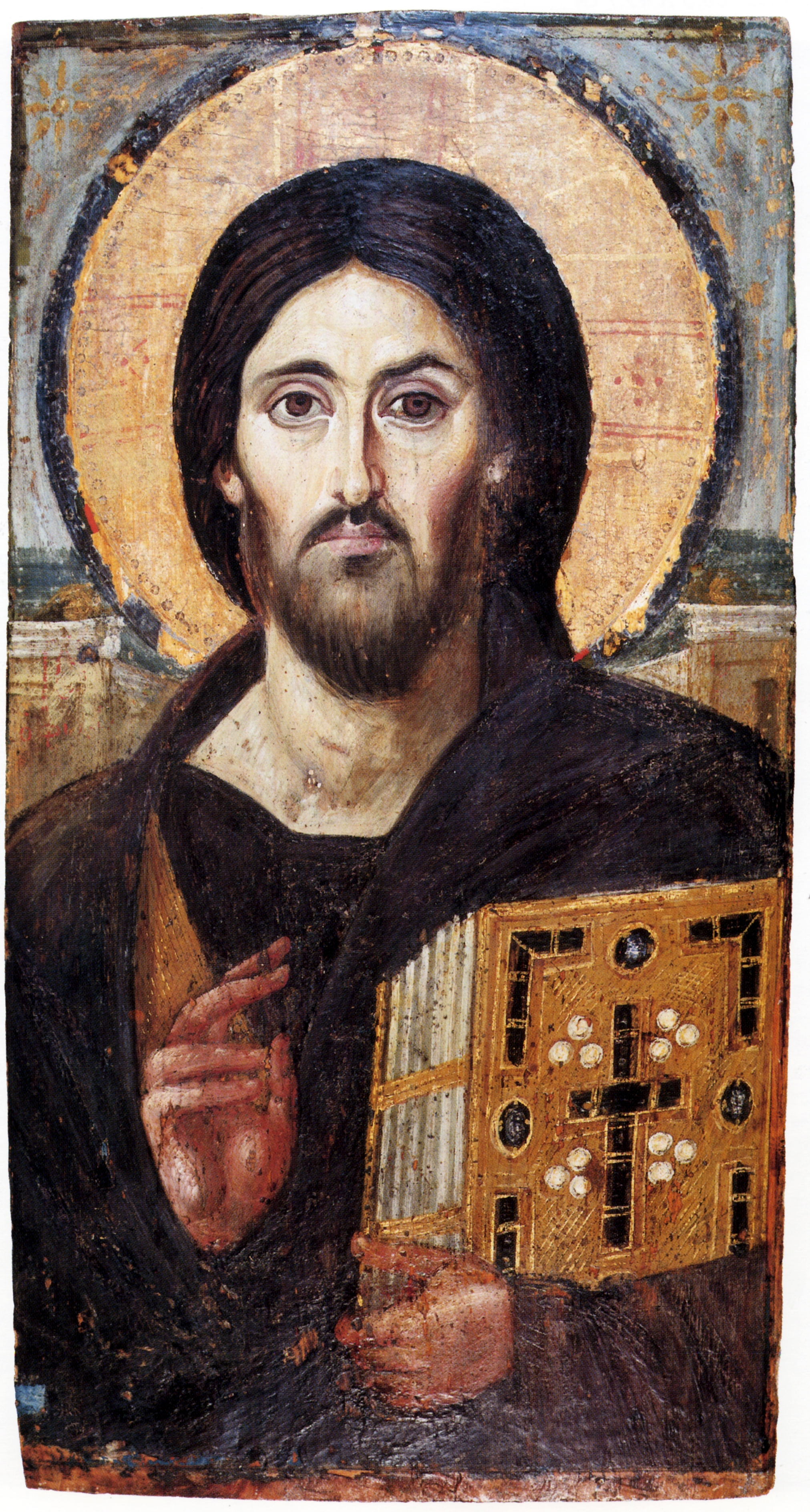
Христос Пантократор із Синайского монастиря. Енкаустична ікона VI ст.
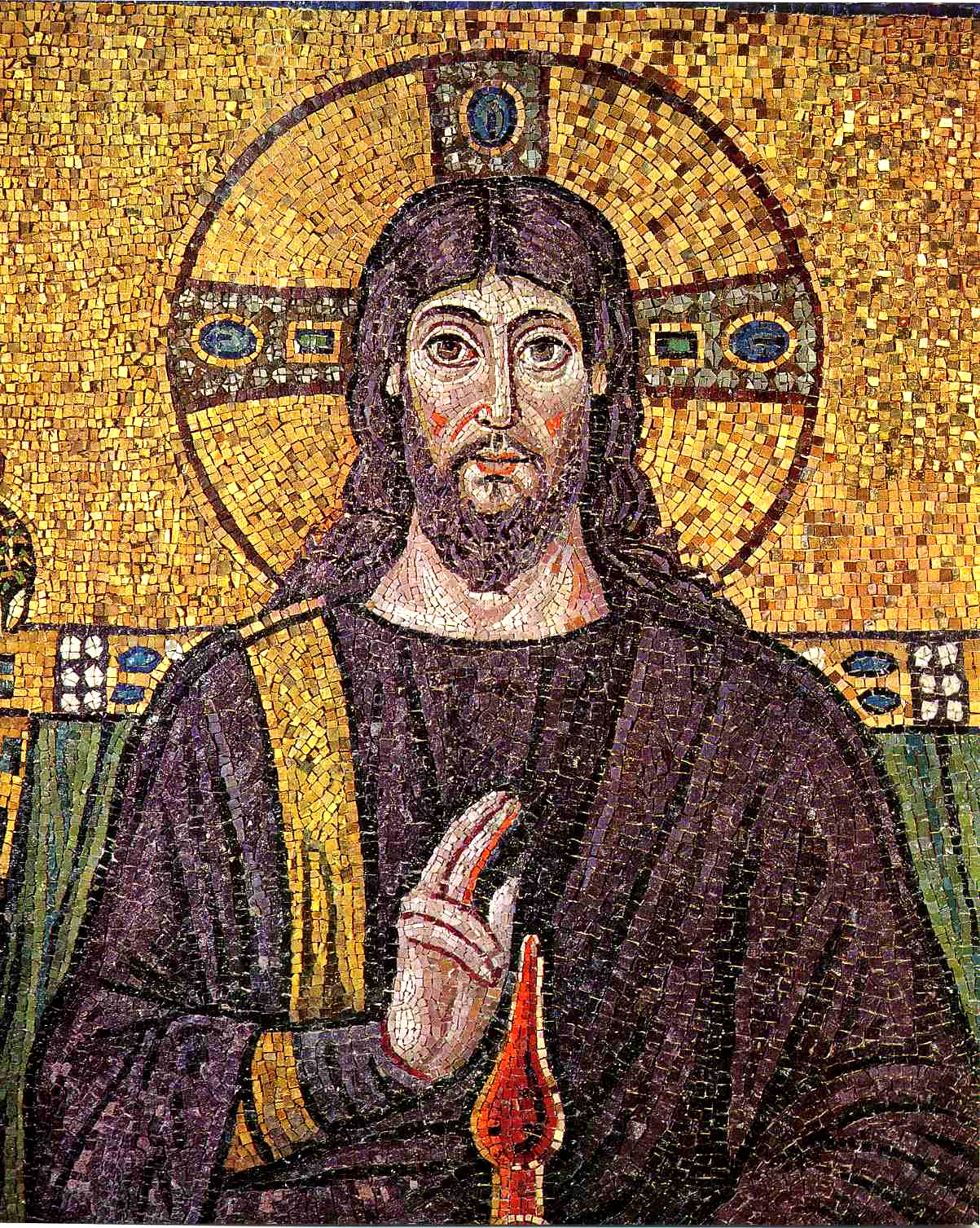
Христос на мозаїчному зображенні, Равенна, Італія. VI ст.
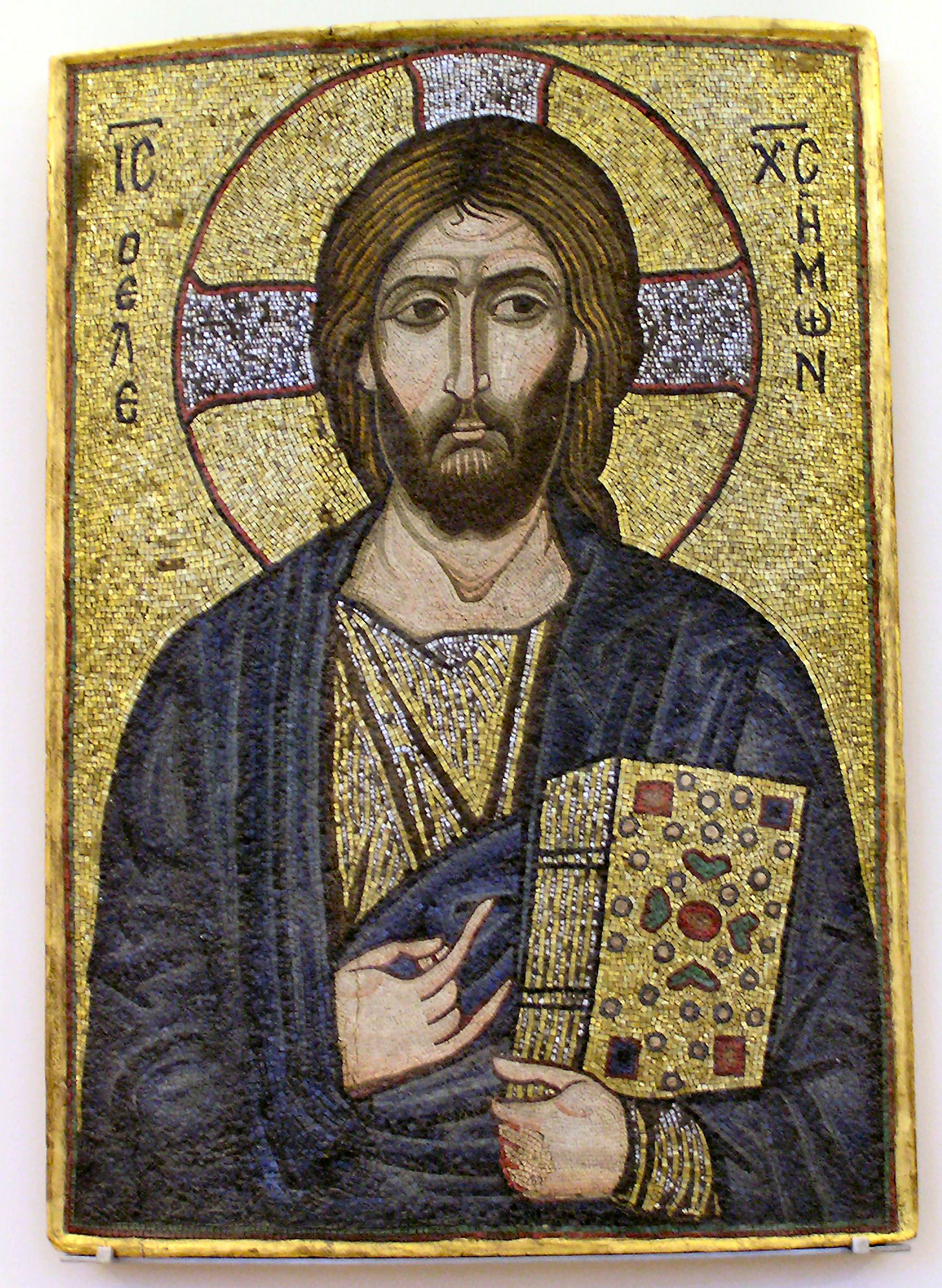
Мозаїчна ікона Спасителя. 1100–1150 рр., Музей Боде (Берлін)
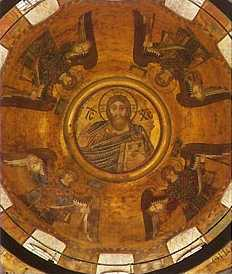
Мозаїки Софійського собору ХІ ст.
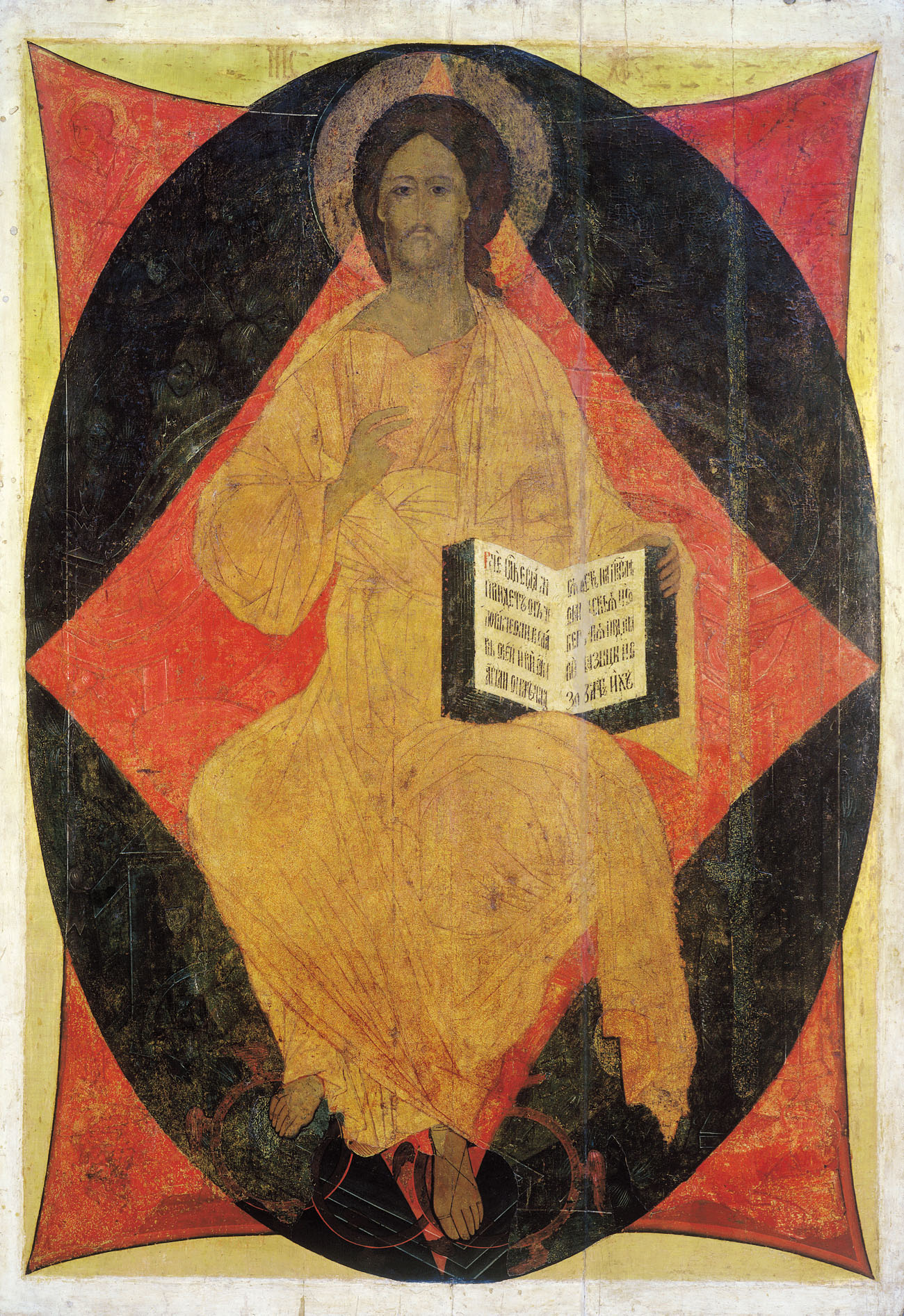
Спас в Силах. 1408. Андрій Рубльов. Іконостас Успенського собору (Владимир)
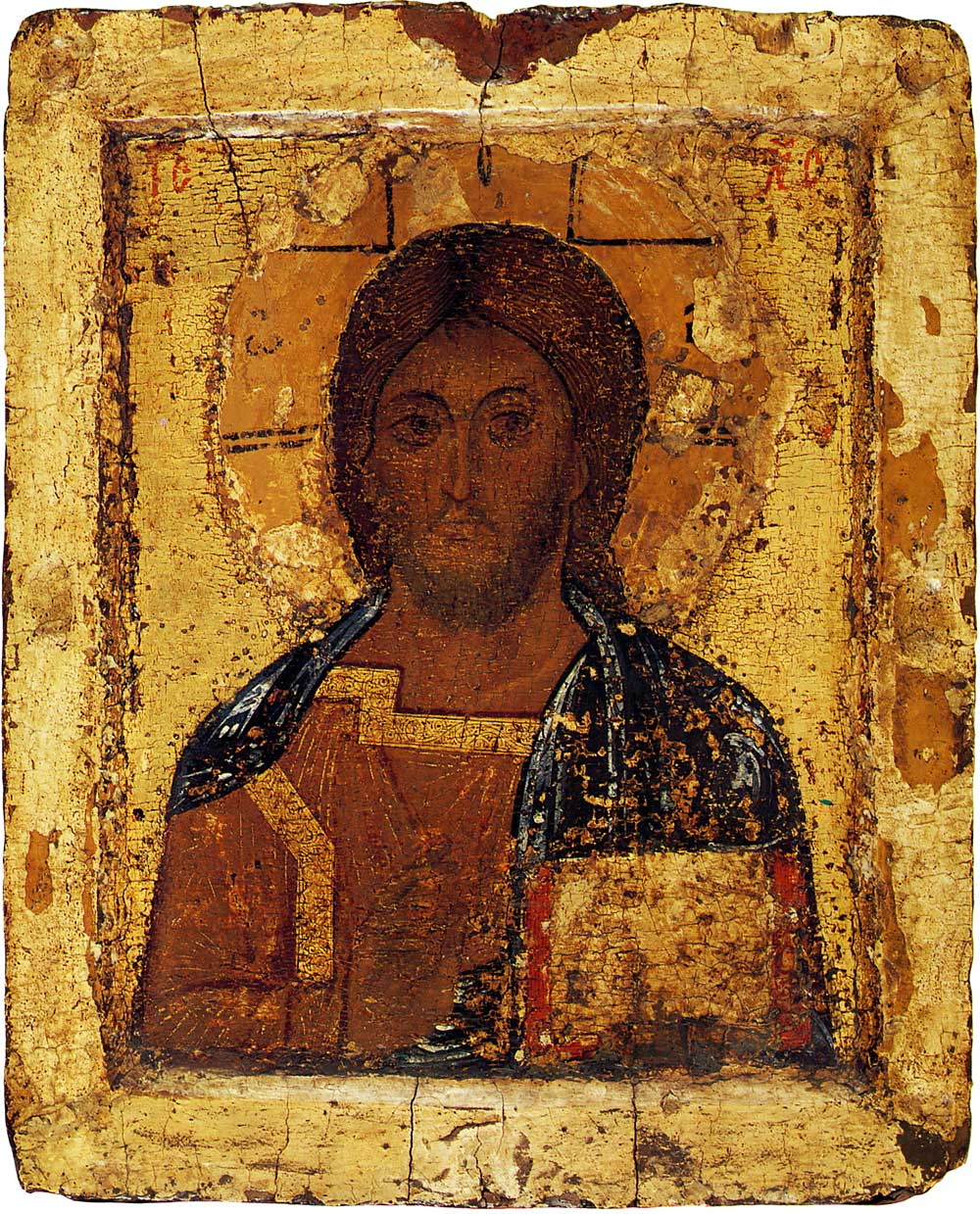
Ярославський Спас. Початок XIII ст. Ярославський художній музей, Ярославль
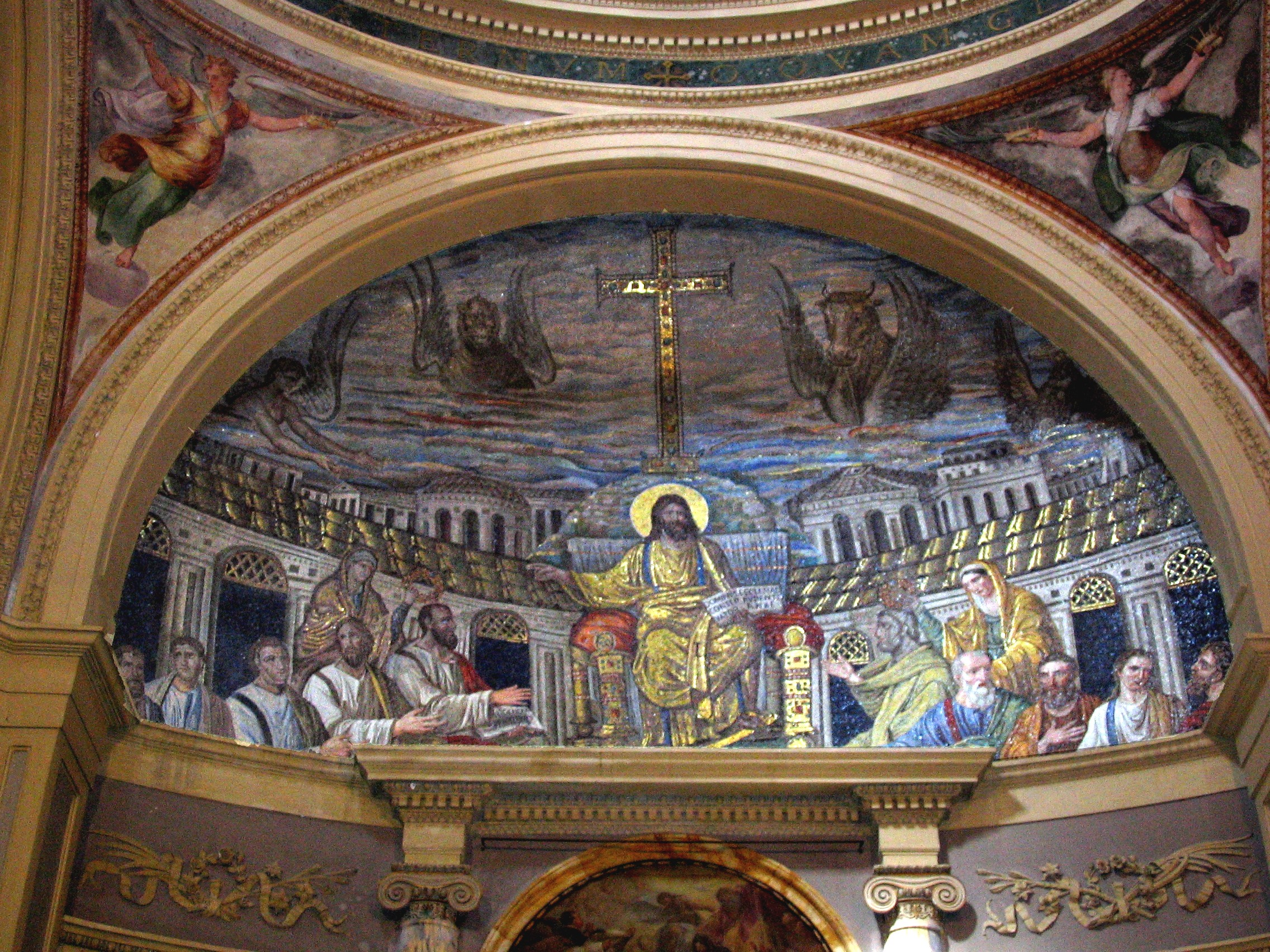
Мозаїка пізньоримського періоду, церква Санта-Пуденціана, Рим
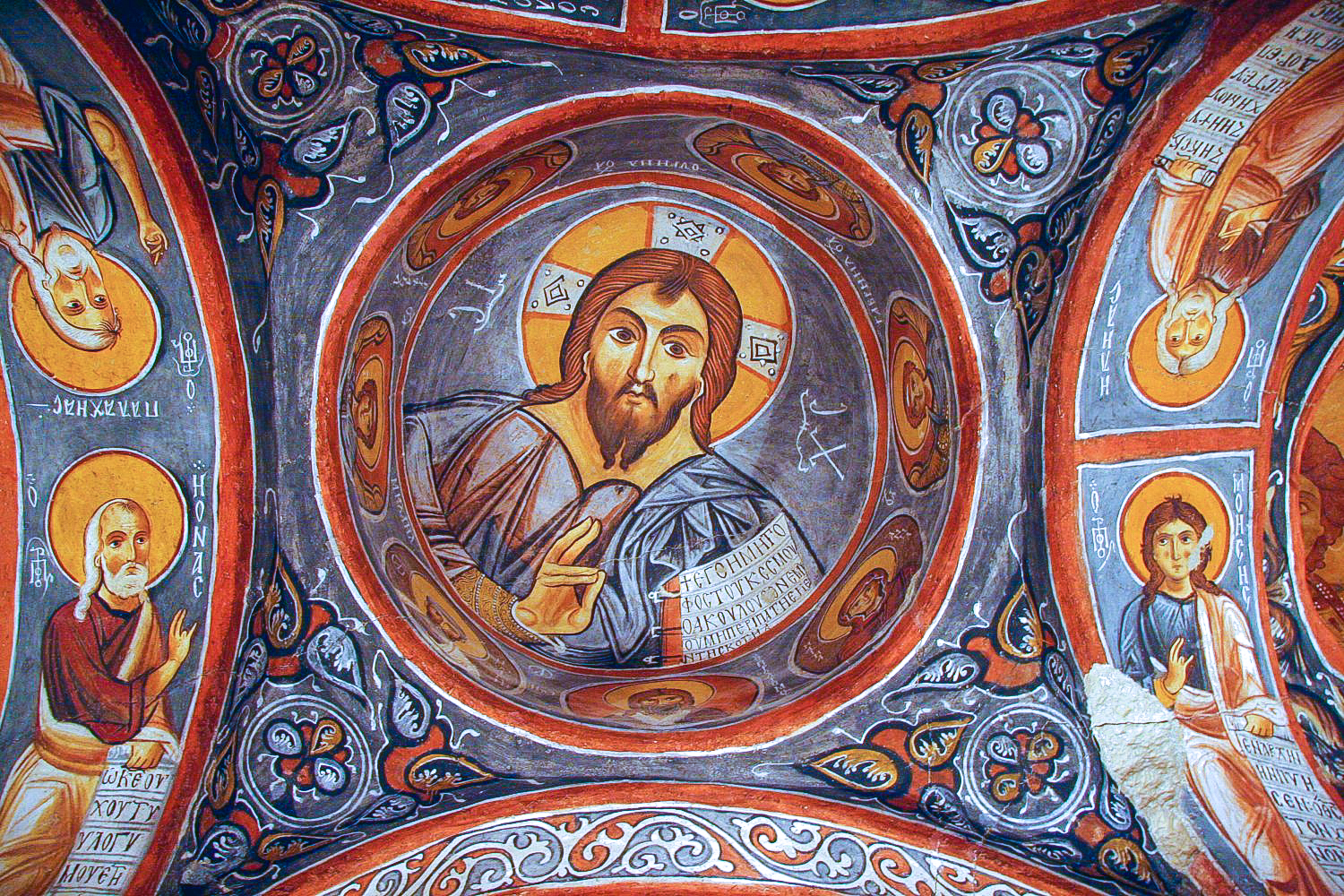
Розпис купола Корамського собору, передмістя Анатолії, Туреччина
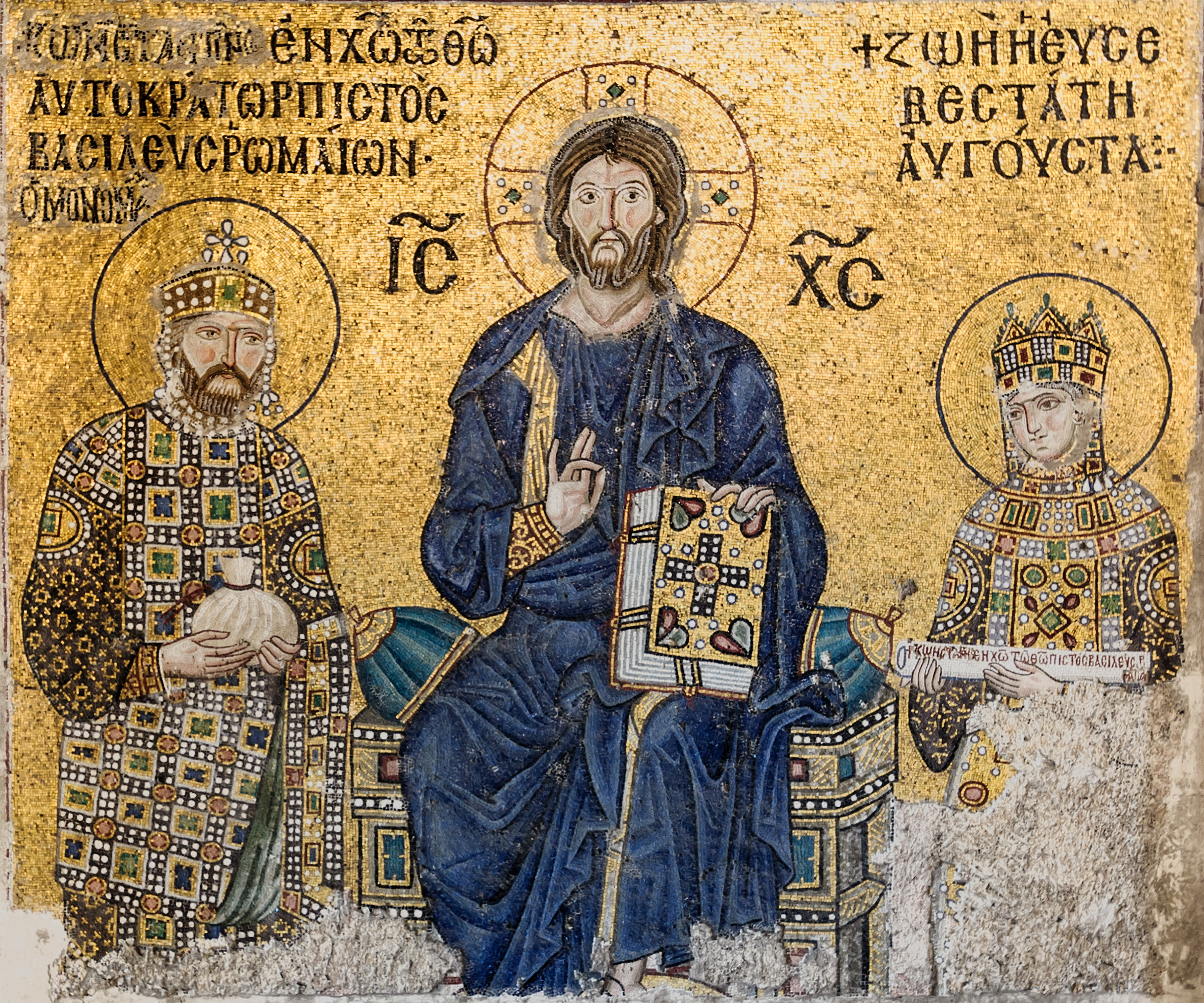
Мозаїка Софійського собору (Константинополь)
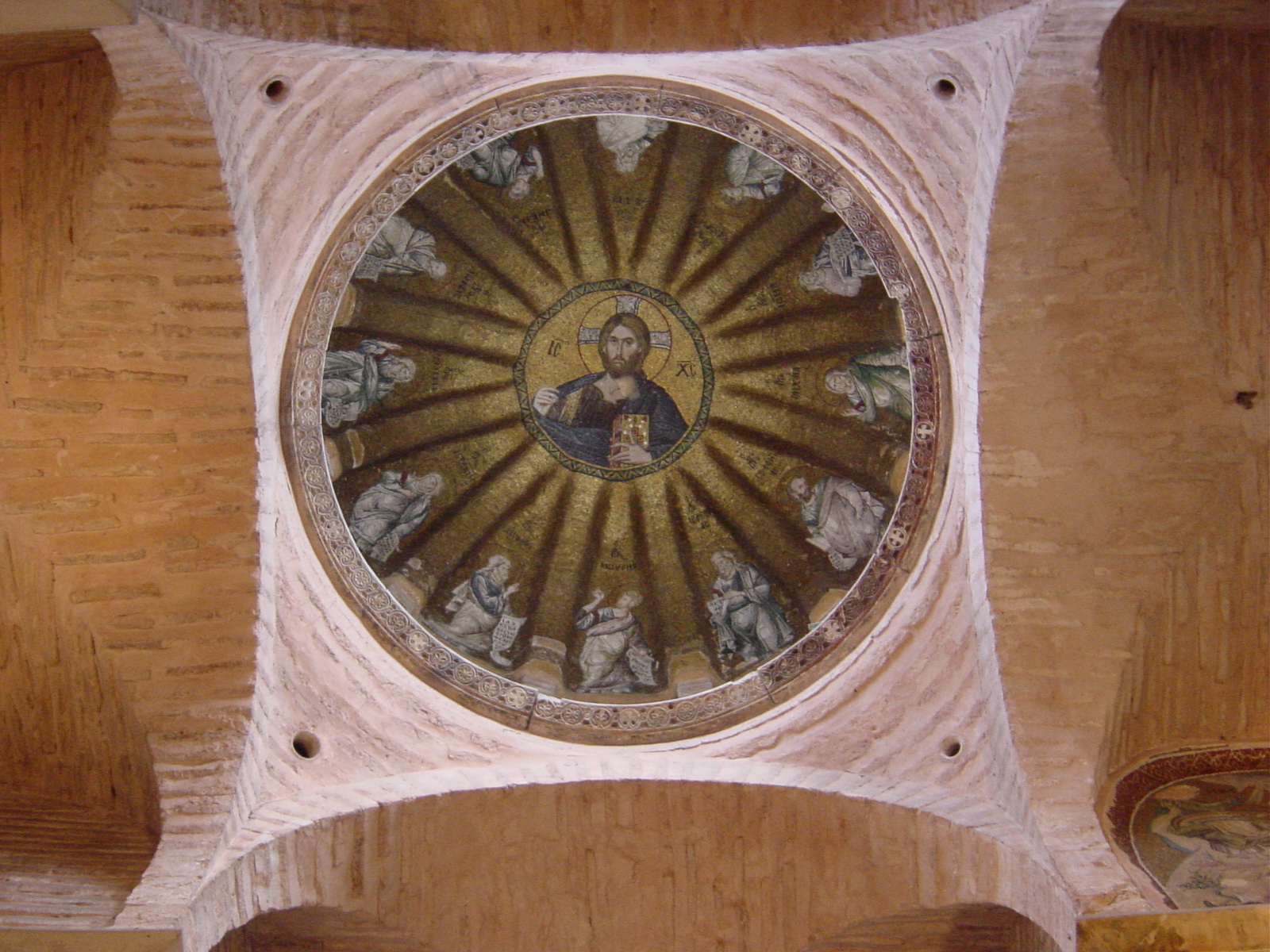
Церква Богородиці Паммакарісти, Константинополь
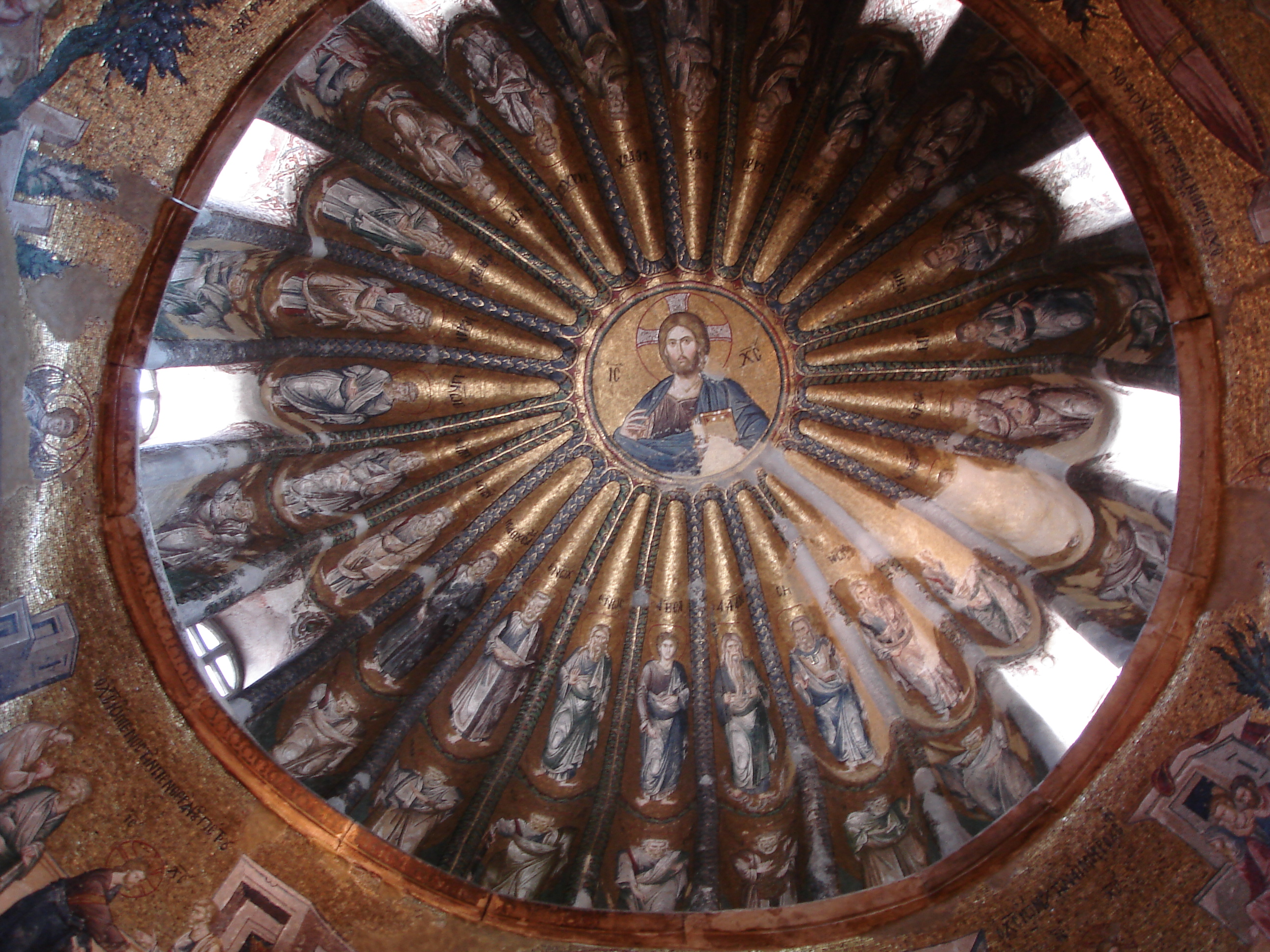
Церква Хора, розпис південного куполу, Константинополь
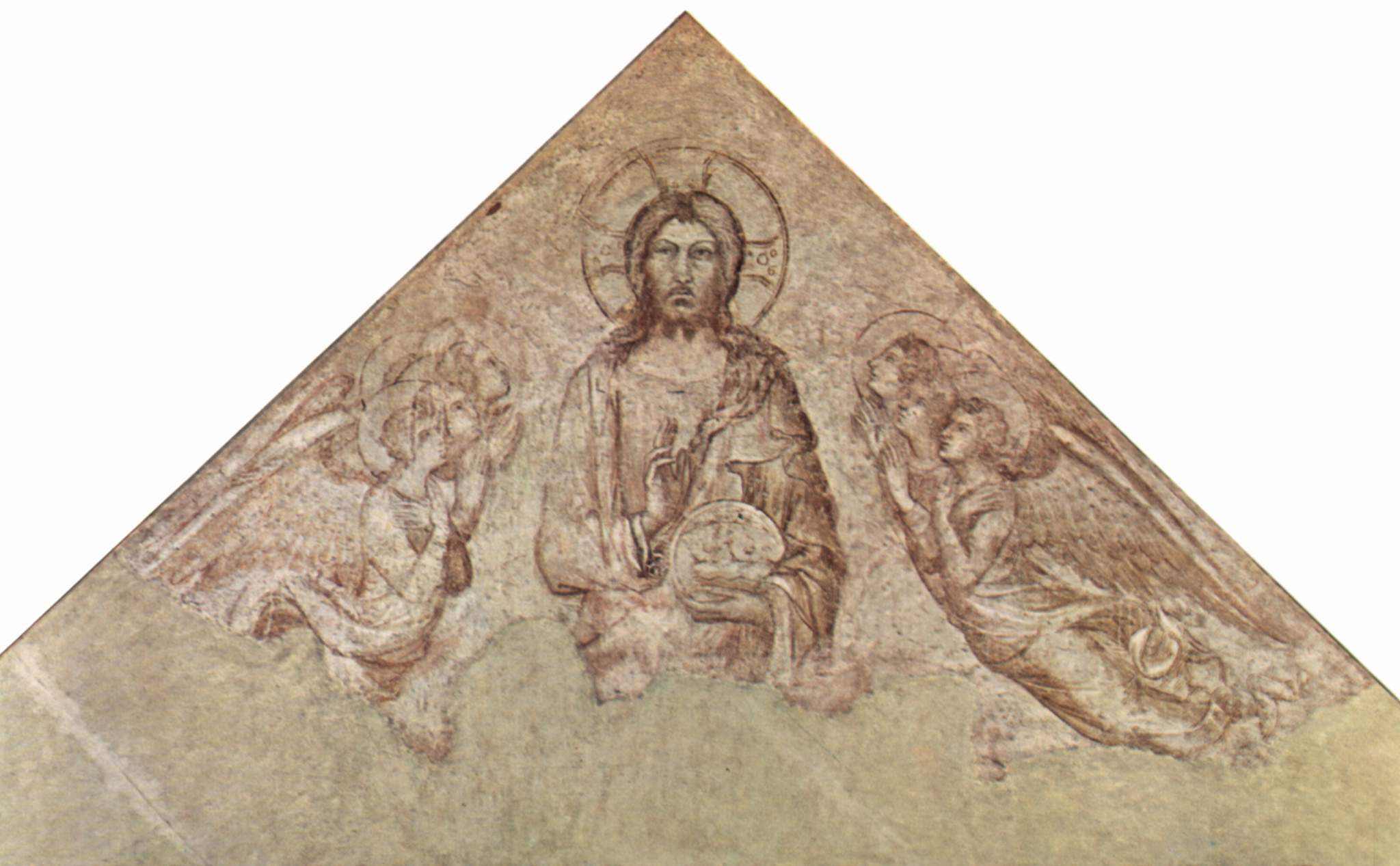
Спас в Силах. Фреска, 1341, Сімоне Мартіні, Франция, Авіньйон, Домський собор Нотр-Дам
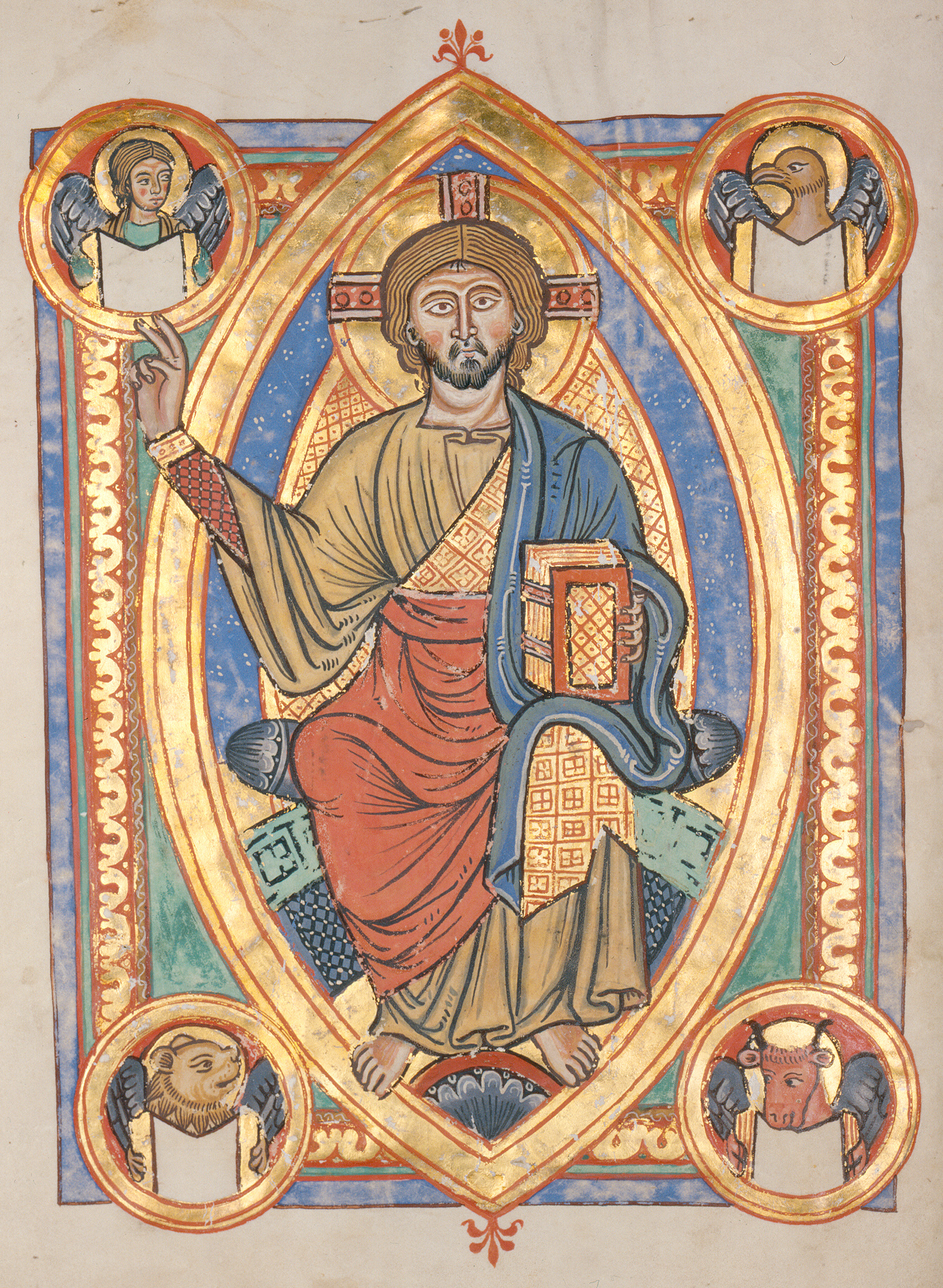
Спас Вседержитель. Фрагмент розпису Брушальского кодекса, Німеччина
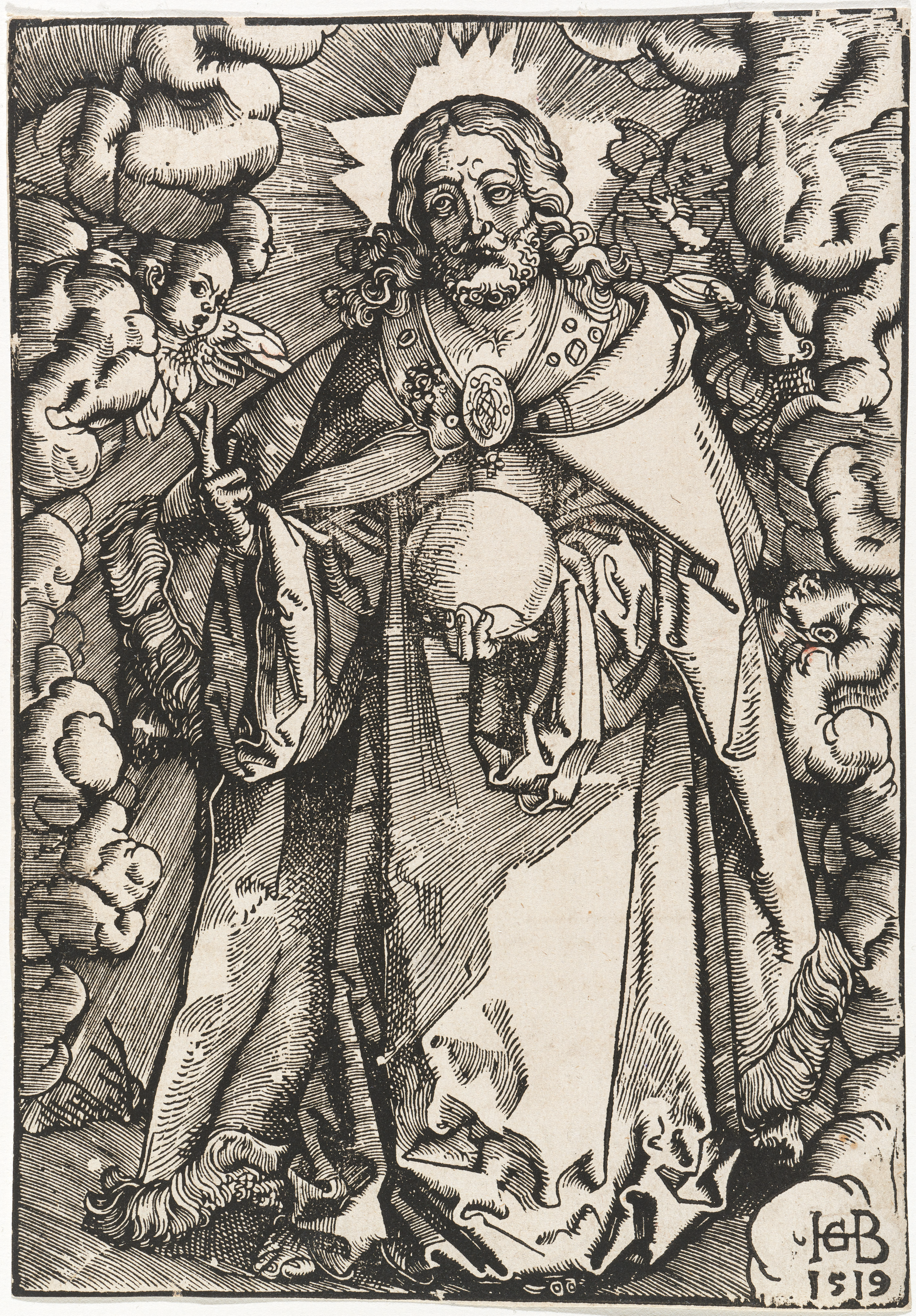
Христос у славі ангелів із земною кулею (1519) Ганс Бальдунг

## Дивись також
Христос у Величі
Іконографія Ісуса Христа